# Erben Wennemars
Erben Wennemars, né le 1er novembre 1975 est un patineur de vitesse néerlandais. Il a participé aux Jeux olympiques d'hiver de 2006 à Turin après avoir pris part aux Jeux olympiques d'hiver de 2002 à Salt Lake City et aux Jeux olympiques d'hiver de 1998 à Nagano.

## Palmarès
- Jeux olympiques
  -  Médaille de bronze sur 1000 m en 2006, aux Jeux olympiques d'hiver de 2006 à Turin
  -  Médaille de bronze en poursuite par équipe en 2006, aux Jeux olympiques d'hiver de 2006 à Turin